# Forth Road Bridge

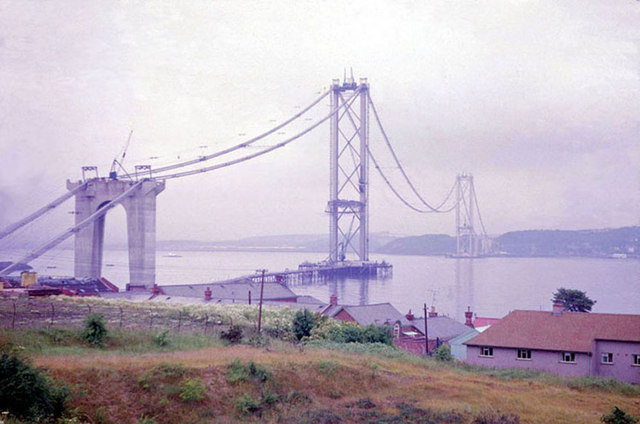
De brug in aanbouw in juli 1962

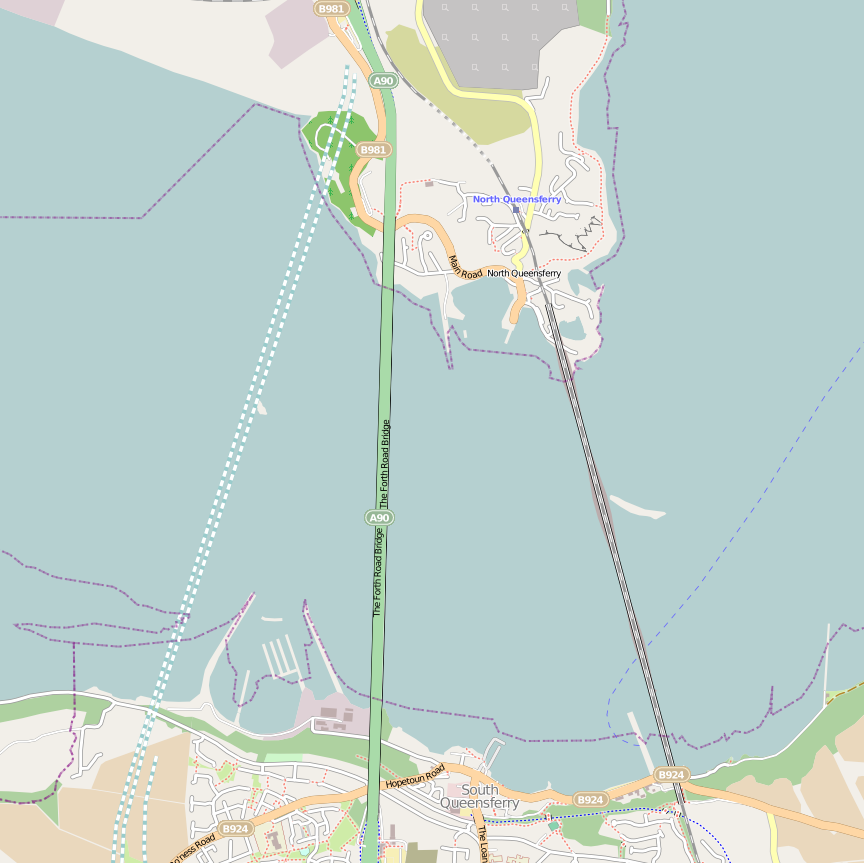
Kaart van de Firth of Forth met de Forth Road Bridge brug in groen tussen de Queensferry Crossing en de Forth Bridge

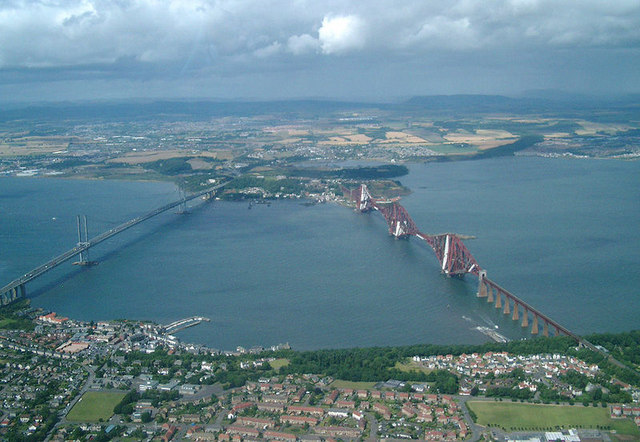
Links de Forth Road Bridge en rechts de Forth Bridge

De Forth Road Bridge is een hangbrug voor openbaar wegverkeer en fietsers, die de oevers van de Firth of Forth in Schotland verbindt. De brug ligt tussen de plaatsen North Queensferry en Queensferry. De brug werd in 1964 voor het verkeer geopend en nam de plaats in van een veerdienst. Er werd tot 2008 tol geheven om de investering in de brug terug te verdienen. Iets ten oosten van de brug ligt de Forth Bridge, deze brug is voor het treinverkeer. Ten westen ligt de 2,7 kilometer lange Queensferry Crossing, die bij haar opening de functie van de Forth Road Bridge als onderdeel van de snelweg M90 overnam.

## De bouw
Met het gereedkomen van de Forth Bridge in 1890 werd aangetoond dat een grote brug op deze plaats technisch mogelijk was. Het wegverkeer was nog niet zo intensief toen de brug werd gebouwd, veerdiensten konden het aanbod van vracht- en personenwagens nog goed verwerken.
In 1936 was verder naar het westen, op een smaller stuk van de Firth of Forth, de Kincardine Bridge, gereed gekomen. Dit was een verbetering maar betekende voor het wegverkeer een langere route. In 1946 werd door de Britse regering de Forth Road Bridge Joint Board (FRBJB) opgezet om de mogelijkheden van een brug te onderzoeken. In september 1958 werd met de bouw begonnen.
Het werd de langste hangbrug in Europa met een totale lengte van 2,5 kilometer en de afstand tussen de twee hoofdpilaren is 1006 meter. Het dek is 36 meter breed en voor het verkeer zijn 2 maal 2 rijstroken beschikbaar en aan beide zijden ligt een pad voor voetgangers en fietsers. Vanwege de hoogte, om het scheepvaartverkeer niet te hinderen, zijn lange wegen van en naar de brug noodzakelijk. Tijdens de bouw zijn zeven bouwvakkers om het leven gekomen. Op 4 september 1964 werd de brug officieel geopend door koningin Elizabeth en haar man Philip.

## Gebruik
Door het intensieve gebruik van de brug en de zwaardere vrachtwagens waren gebreken aan de brug aan het licht gekomen. Het onderhoud aan de brug was geïntensiveerd en er waren restricties met betrekking tot het aantal zware voertuigen die van de brug gebruik mochten maken.
In maart 2001 kreeg de brug een Category A status, een bouwwerk van nationaal of internationaal belang. Sedert de opening van de Queensferry Crossing op 4 september 2017 is het gebruik van de Forth Road Bridge voorbehouden aan bussen, fietsers en voetgangers.